# Йозеф Лукнар
Йозеф Лукнар (словац. Jozef Luknár, 15 січня 1915, Іванка-при-Дунаю — 13 травня 1966, Модра) — словацький та чехословацький футболіст, виступав за збірні Чехословаччини та Словаччини.

## Клубна кар'єра
Йозеф Лукнар розпочав кар'єру в 1936 році в клубі «Слован» із Братислави, який у той період носив назву СК «Братислава» і грав у чемпіонаті Чехословаччини, а після розпаду країни з 1939 року став виступати у чемпіонаті незалежної Словаччини. Він був одним із найкращих бомбардирів у словацькій лізі та виграв чотири чемпіонські титули, ставши першим словацький футболістом, який забив 100 голів у чемпіонаті Словаччини. За свій сильний удар отримав прізвисько «Молот» (словац. Kladivo).
Завершив ігрову кар'єру у клубі «Оломоуц АСО», де був граючим тренером, після чого працював тренером у ряді невеликих клубів — «Динамітка», «Пезинок» та «Модра». Помер 13 травня 1966 року під час тренування в Модрі у віці 51 року.

## Виступи у збірній
3 квітня 1938 року Лукнар дебютував за збірну Чехословаччини в Базелі проти Швейцарії (0:4). Цей матч так і залишився єдиним за цю збірну.
Надалі Йозеф став грати у складі новоствореної збірної Словаччини. Дебютував 27 серпня 1939 року в Братиславі проти Німеччини (2:0), цей матч був першим в історії збірної Словаччини і Лукнар забив другий гол у тій грі.
9 квітня 1944 року проти Хорватії провів свій останній матч за збірну, але словаки програли 3:7. Загалом він виступав у складі Словаччини дев'ять разів і забив чотири м'ячі.

## Досягнення
- Чемпіон Словаччини: 1939/40, 1940/41, 1941/42, 1943/44

### Індивідуальні
- Член Клубу бомбардирів словацької ліги (119 голів)

## Статистика

### Голи за збірну
| # | Дата              | Місце                                               | Суперник  | Рахунок | Результат | Турнір           |
| - | ----------------- | --------------------------------------------------- | --------- | ------- | --------- | ---------------- |
| 1 | 27 серпня 1939    | Стадіон «Слована», Братислава, Словацька республіка | Німеччина | 2–0     | 2–0       | Товариський матч |
| 2 | 3 грудня 1939     | «Гросскампфбан», Хемніц, Третій Рейх                | Німеччина | 1–0     | 1–3       | Товариський матч |
| 3 | 6 червня 1940     | «Юнак», Софія, Болгарське царство                   | Болгарія  | 2–1     | 4–1       | Товариський матч |
| 4 | 22 листопада 1942 | «Тегельне поле», Братислава, Словацька республіка   | Німеччина | 1–3     | 2–5       | Товариський матч |